# Епархия Окленда
Епархия Окленда (лат. Dioecesis Quercopolitana) — епархия Римско-Католической церкви в городе Окленд, штат Калифорния, США. Епархия Окленда входит в митрополию Сан-Франциско. Кафедральным собором епархии Окленда является Собор Христа — Света от Света.

## История
13 января 1962 года Римский папа Иоанн XXIII издал буллу Ineunte vere, которой учредил епархию Окленда, выделив её из архиепархии Сан-Франциско.

## Ординарии епархии
- епископ Флойд Лоуренс Бегин[англ.] (27.01.1962 — 26.04.1977)
- епископ Джон Стивен Камминс[англ.] (03.05.1977 — 01.10.2003)
- епископ Аллен Генри Вигнерон (01.10.2003 — 05.01.2009) — назначен архиепископом Детройта
- епископ Сальваторе Джозеф Кордилеоне (23.03.2009 — 27.07.2012) — назначен архиепископом Сан-Франциско
- епископ Майкл Чарльз Барбер[англ.] S.J. (с 25.05.2013)[2]

## Источник
- Annuario Pontificio, Libreria Editrice Vaticana, Città del Vaticano, 2003, ISBN 88-209-7422-3
- Булла Ineunte vere, AAS 54 (1962), стр. 839  (лат.)